# Международна асоциация на лекоатлетическите федерации
Международната асоциация на лекоатлетическите федерации (на английски: International Association of Athletics Federations), съкратено МАЛФ (IAAF), е международна организация, грижеща се за управлението на световната лека атлетика.
Основана е по време на първия конгрес в Стокхолм през 1912 г. Членове на ИААФ са 214 страни (с 5 повече от ФИФА и с 22 от ООН). Централата ѝ се намира в Монако. Сенегалецът Ламин Диак е президент от 1999 г.

## История
ИААФ е основана на 17 юли 1912 г., 2 дни след закриването на Летните олимпийски игри в Стокхолм. За първи президент е избран шведът Зигфрид Едстрьом.
Световни първенства на ИААФ
- Световно първенство по лека атлетика (от 1983)
- Световно първенство по лека атлетика на закрито (от 1985)
- Световно първенство по лека атлетика за младежи (от 1986)
- Световно първенство по лека атлетика за юноши (от 1999)
- Световно първенство по спортно ходене (от 1961)
- Световно първенство по крос (от 1973)
- Диамантена лига ИААФ (от 2010)